# Vălčedrăm
Vălčedrăm (búlgaro:Вълчедръм) é uma cidade da Bulgária, localizada no distrito de Montana. A sua população era de 3,817 habitantes segundo o censo de 2010.

## População
| Vălčedrăm | Vălčedrăm | Vălčedrăm | Vălčedrăm | Vălčedrăm | Vălčedrăm | Vălčedrăm | Vălčedrăm | Vălčedrăm | Vălčedrăm | Vălčedrăm | Vălčedrăm | Vălčedrăm | Vălčedrăm | Vălčedrăm | Vălčedrăm | Vălčedrăm | Vălčedrăm | Vălčedrăm | Vălčedrăm |
| --- | --------- | --------- | --------- | --------- | --------- | --------- | --------- | --------- | --------- | --------- | --------- | --------- | --------- | --------- | --------- | --------- | --------- | --------- | --------- |
| Ano | 1887      | 1910      | 1934      | 1946      | 1956      | 1965      | 1975      | 1985      | 1992      | 2001      | 2002      | 2003      | 2004      | 2005      | 2006      | 2007      | 2008      | 2009      | 2010      |
| População |           |           |           | …         | …         | 7,862     | 7,305     | 6,477     | 5,732     | 4,800     | 4,692     | 4,575     | 4,441     | 4,290     | 4,187     | 4,128     | 4,007     | 3,902     | 3,817     |
| Fontes: Instituto Nacional de Estatísticas, „citypopulation.de“, „pop-stat.mashke.org“, Bulgarian Academy of Sciences |           |           |           |           |           |           |           |           |           |           |           |           |           |           |           |           |           |           |           |